# Patto di sangue (film 2009)
(Tagline del film)
Patto di sangue (Sorority Row) è un film slasher del 2009 diretto da Stewart Hendler, remake del film del 1983 Non entrate in quel collegio.

## Trama
Il film inizia nella sede di una confraternita, la "Theta Pi", dove si sta tenendo una scatenata festa.
Le sei amiche del cuore, nonché consorelle, Cassidy (dolce e protettiva), Jessica (socievole ma presuntuosa e antipatica), Ellie (intelligente e sensibile), Claire (forte e altruista), Charlene "Chugs" (coraggiosa ma estremamente sensuale) e Megan (ingegnosa e amichevole) intendono fare uno scherzo al fidanzato di quest'ultima, nonché fratello di Chugs, Garrett. 
Così consegnano delle pillole al ragazzo facendogli credere che siano pastiglie in grado di rendere chi li assume incapace di ribellarsi ad ogni cosa e Garrett decide di usarle per portarsi a letto Megan.
La ragazza ad un certo punto comincia a vomitare schiuma e Garrett, preoccupato, chiama in aiuto le ragazze che, esattamente come da piano, gli fanno credere che abbia messo in serio pericolo di vita la fidanzata. 
Il gruppo abbandona la festa e, fingendo di guidare verso un ospedale, raggiungono un'acciaieria, inscenando la morte di Megan durante il viaggio.
Incapaci di fermarsi poiché estremamente divertite, le ragazze iniziano a sostenere che sia necessario, onde evitare terribili conseguenze, di "sbarazzarsi del corpo", proponendo di farla affondare in un lago vicino. Ellie fa però notare che se ci fosse aria nei polmoni, il corpo galleggerebbe: per fare affondare il "cadavere" sarebbe necessario togliere l'aria dai polmoni. Mentre le ragazze confabulano tra di loro, in attesa del momento in cui sveleranno l'inganno, Garret, in preda alla paura, accoltella Megan con una chiave a croce, ferendo mortalmente, questa volta per davvero, la ragazza.
Megan muore pochi istanti dopo davanti agli sguardi scioccati delle sue consorelle, che hanno tentato invano di salvarla.
Cassidy pensa che dovrebbero chiamare la polizia per informarli del terribile accaduto, ma le altre ragazze, guidate da Jessica, pensando che l'evento potrebbe pregiudicare i loro promettenti futuri, decidono, pur controvoglia, di avvolgere il corpo di Megan in una coperta e abbandonarlo in un pozzo, andandosene e promettendo di mantenere il segreto.
L'unica che si oppone é Cassidy che viene, però, convinta dalle amiche, che ricostruiscono la vicenda in modo che, se Cassidy avesse parlato, sarebbe risultata essere colpevole diretta dell'omicidio
La storia salta a diversi mesi dopo, durante la festa del diploma.
Tutte le consorelle rimanenti hanno continuato tranquillamente le loro vite cercando di dimenticare lo spiacevole evento accaduto mesi prima.
Dopo la premiazione, nella quale Ellie ha una visione di Megan, le ragazze pensano di organizzare una festa quella sera, dunque mandano Chugs ad acquistare delle medicine dal suo psichiatra, per sicurezza.
Poco dopo, Cassidy, che ha deciso di rimanere alla festa, Jessica, Claire ed Ellie ricevono una fotografia da un anonimo, che mostra una figura incappucciata con in mano la chiave a croce (modificata) con la quale Garrett uccise Megan, spaventandosi e preoccupandosi, temendo che qualcuno fosse a conoscenza del loro segreto.
Nel frattempo, Chugs e  lo psicologo vengono uccisi da un assassino incappucciato tramite una chiave a croce. 
Poco, dopo, alla confraternita, una ragazza, Joanna, viene uccisa dal killer nelle docce, dopo che ha origliato una conversazione proibita su Megan, tra Jessica e Claire.
Più tardi comincia la festa ma non c'è alcuna traccia di Chugs. Poco dopo, Mickey, fidanzato infedele di Claire, viene brutalmente assassinato dal killer in un'area fuori servizio della casa.
Le ragazze se ne accorgono e cominciano a credere che Megan sia tornata in vita, anche perché prima della festa, Ellie rinvenne la giacca insanguinata di Cassidy di quella terribile notte, nel seminterrato.
Le rimanenti consorelle si recano all'acciaieria dove giace il cadavere di Megan. 
Arrivate a destinazione, vengono attaccate da Garret,che viene, però, apparentemente ucciso da Jessica, che lo investe con la macchina. Subito dopo le ragazze ispezionano il pozzo non trovando, però, il corpo di Megan. 
Tornate a casa, le ragazze trovano la dimora quasi totalmente vuota (in quanto i ragazzi si sono spostati a un'altra festa) e tramite un messaggio vengono informate della morte di Chugs.
Poco più tardi, anche Claire viene uccisa dall'assassino nel giardino della casa, tramite un razzo di segnalazione.
Cassidy, Jessica, Ellie e una rediviva Maggie vengono ritrovate dalla proprietaria della casa, Mrs. Crenshaw, e Jessica rivela involontariamente il segreto delle ragazze. 
Cassidy fa nascondere una sempre più paranoica e instabile Ellie in un armadio, mentre la Crenshaw, in cerca del killer, viene uccisa in cucina da quest'ultimo.
Maggie scompare e Cassidy e Jessica vengono attaccate dal killer, che si rivela essere Kyle, figlio del senatore e fidanzato di Jessica, che, dopo aver tramortito la ragazza, sta per uccidere Cassidy, che viene però salvata all'ultimo dal suo ragazzo Andy sopraggiunto in quel momento, che finisce Kyle con un'asciata al cranio.
Il ragazzo si rivela, però, infine il vero killer, mentre Kyle era solo una sua pedina.
Questi vuole vendicarsi delle consorelle di Cassidy di avergliela portata via, uccidendo dunque tutti quelli che sono venuti a conoscenza della veritá sulla morte di Megan.
Andy uccide Jessica, mettendosi poi a cercare Ellie per tutta la casa, ma si accorge del tradimento della fidanzata, che non vuole tutto questo, cercando dunque di uccidere anche lei.
Cassidy ritrova Maggie ma le due vengono attaccate da Andy che tenta di uccidere Maggie per poi essere attaccato da Cassidy.
Il ragazzo ha la meglio e sta per uccidere Cassidy, che viene infine salvata da Ellie che uccide definitivamente Andy con un colpo di fucile, facendolo cadere dal piano di sopra nelle fiamme della casa.
La scena finale mostra Cassidy, Ellie e Maggie che si allontanano dalla casa in fiamme, mentre l'anno dopo, davanti alle nuove Theta Pi, delle quali fa parte Maggie, si staglia un redivivo Andy.

## Riferimenti ad altre pellicole horror
- La scena della doccia è un riferimento a Psyco di Alfred Hitchcock.
- Verso il finale, Kyle sfonda furiosamente una porta a colpi di ascia e inserisce la faccia nello squarcio della porta, chiaro riferimento alla pellicola Shining di Stanley Kubrick.
- La morte di Andy è un chiaro riferimento a una delle scene finali della pellicola La maschera di cera di Jaume Collet-Serra.
- Alcune sequenze di inseguimenti sono simili a quelle presenti in Scream di Wes Craven.

## Colonna sonora
La colonna sonora del film comprende brani di Shwayze, Ladytron, Lykke Li, Aimee Allen, Camera Obscura e molti altri.

### Tracce
1. Tear Me Up — Stefy Rae
2. Get U Home — Shwayze
3. Ghosts — Ladytron
4. I Get Around — Dragonette
5. 42 West Avenue — Cashier No 9
6. Get Up — A.D.
7. Alcoholic — Cash Crop
8. Break It Down — Alana D
9. I Lke Dem Girls — Sizzle C
10. This Night — Ron Underwood
11. Say What You Want — The DeeKompressors
12. Tears For Affairs — Camera Obscura
13. Doin' My Thing — King Juju
14. I'm Good, I'm Gone — Lykke Li
15. Emergency — Aimee Allen